# Кутаїський тролейбус
Кутаїський троле́йбус (груз. ქუთაისის ტროლეიბუსი) — закрита тролейбусна система в грузинському місті Кутаїсі, що існувала з 1949 по 2009 роки.

## Історія
Тролейбусний рух в Кутаїсі був відкритий 11 вересня 1949 року. У період максимального розвитку тролейбусної мережі у 1979 році в місті було 10 тролейбусних маршрутів протяжністю 88  км. 
У 2009 році тролейбусна система остаточна була закрита. Тролейбус в Кутаїсі пропрацював 60 років.

## Маршрути
| Перелік тролейбусних маршрутів м. Кутаїсі | Перелік тролейбусних маршрутів м. Кутаїсі | Перелік тролейбусних маршрутів м. Кутаїсі | Перелік тролейбусних маршрутів м. Кутаїсі |
| №                                         | Початковий пункт                          | Кінцевий пункт                            | Примітки                                  |
| ----------------------------------------- | ----------------------------------------- | ----------------------------------------- | ----------------------------------------- |
| 1                                         | Вокзал Кутаїсі І                          | Вулиця Бухаїдзе                           |                                           |
| 2                                         | Центральна площа                          | Лісовий технікум                          |                                           |
| 3                                         | Вокзал Кутаїсі І                          | Площа Перемоги                            | Скасований до 1987 року                   |
| 4                                         | Центральна площа                          | Автозавод                                 |                                           |
| 5                                         | Центральна площа                          | Лісовий технікум                          |                                           |
| 6                                         | Автозавод                                 | Вокзал Кутаїсі І                          | Скасований до 1987 року                   |
| 7                                         | Парк Молоді                               | Гуртожиток                                | Останній маршрут скасований у 2009 році   |
| 8                                         | Автозавод                                 | Лісовий технікум                          |                                           |
| 9                                         | Центральна площа                          | Вулиця Шевченка                           |                                           |
| 10                                        | Вокзал Кутаїсі І                          | Універмаг «Варцихе»                       |                                           |

## Рухомий склад
В місті Кутаїсі за всю історію експлуатувалися такі типи моделей тролейбусів.
| Рухомий склад             | Рухомий склад     |
| Тип моделі                | Роки експлуатації |
| ------------------------- | ----------------- |
| Škoda 14Tr Škoda 14Tr02/6 | 1983—2000-ні      |
| Škoda 9Tr Škoda 9TrH27    | 1979—1990-ті      |
| ЗіУ-682В-012 [Г0О]        | 1991—2000-ні      |
| ЗіУ-682УГ                 | 2001—2009         |
| МТБ-82Д                   | 1950-ті           |
| ЯТБ-4 ЯТБ-4А              | 1949—?            |